# 2000 en athlétisme
Cette chronologie de l'athlétisme en 2000 présente les évènements importants survenus du 1er janvier 2000 au 31 décembre 2000 en athlétisme.

## Compétitions

### Mondiales
| Compétition                            | Lieu              | Date                     |
| -------------------------------------- | ----------------- | ------------------------ |
| Championnats du monde de cross-country | Vilamoura         | 18 - 19 mars             |
| Jeux olympiques                        | Sydney            | 22 septembre - 1 octobre |
| Championnats du monde juniors          | Santiago du Chili | 17 - 22 octobre          |
| Jeux paralympiques                     | Sydney            | 18 - 29 octobre          |
| Championnats du monde de semi-marathon | Veracruz          | 12 novembre              |

### Continentales

#### Afrique
| Compétition            | Lieu  | Date            |
| ---------------------- | ----- | --------------- |
| Championnats d'Afrique | Alger | 12 - 15 juillet |

#### Amériques
| Compétition                                     | Lieu                 | Date          |
| ----------------------------------------------- | -------------------- | ------------- |
| Championnats d'Amérique du Sud de cross-country | Carthagène des Indes | 5 - 6 février |
| Championnats ibéro-américains                   | Rio de Janeiro       | 20 - 21 mai   |

#### Asie
| Compétition         | Lieu    | Date         |
| ------------------- | ------- | ------------ |
| Championnats d'Asie | Jakarta | 28 - 31 août |

#### Europe
| Compétition                            | Lieu             | Date            |
| -------------------------------------- | ---------------- | --------------- |
| Championnats d'Europe en salle         | Gand             | 25 - 27 février |
| Coupe d'Europe de marche               | Eisenhüttenstadt | 17 - 18 juin    |
| Coupe d'Europe des nations             | Gateshead        | 23 - 24 juin    |
| Championnats d'Europe de cross-country | Malmö            | 10 décembre     |

## Records

### Records du monde
| Épreuve | Athlète         | Nation  | Performance | Lieu | Date            | Réf.  |
| ------- | --------------- | ------- | ----------- | ---- | --------------- | ----- |
| Javelot | Trine Hattestad | Norvège | 68,22 m     | Rome | 30 juin 2000    |       |
| Javelot | Trine Hattestad | Norvège | 69,48 m     | Oslo | 28 juillet 2000 | [ 1 ] |

## Décès
- 7 mars : Masami Yoshida, lanceur de javelot japonais.
- 7 août : Mona-Lisa Pursiainen, sprinteuse finlandaise.